# Gladwin County
Gladwin County je okres ve státě Michigan v USA. K roku 2000 zde žilo 26 023 obyvatel. Správním městem okresu je Gladwin. Celková rozloha okresu činí 1 338 km².

## Sousední okresy
| Růžice kompasu | Roscommon County |                | Ogemaw County | Růžice kompasu |
| Růžice kompasu | Clare County     | Sever          | Arenac County | Růžice kompasu |
| Růžice kompasu | Clare County     | Gladwin County | Arenac County | Růžice kompasu |
| Růžice kompasu | Clare County     | Jih            | Arenac County | Růžice kompasu |
| Růžice kompasu |                  | Midland County | Bay County    | Růžice kompasu |